# Traité de Niakha
Le traité de Niakha (ou Niako) est un traité international entre la France et l'empire Wassoulou, signé le 21 février 1889. Il modifie la délimitation entre les colonies françaises et les États de Samory, dans des conditions plus avantageuses pour la France que celles qui avaient été obtenues deux ans auparavant (traité de Bissandougou).
Par ce traité, la frontière du Soudan français était constituée du Niger jusqu'à ses sources. La portion située entre le Tinkisso et le Niger, jusqu'alors toujours possession de Samory, est donc intégrée à l'empire colonial français. Ce traité confirme par ailleurs les termes du traité de Bissandougou, par lesquels Samory acceptait d'être sous le protectorat de la France, et laissait la France commercer librement avec et à travers l'empire wassoulou (et réciproquement) ; néanmoins, par ce traité, Samory s'engage à « faire son possible pour que les marchandises provenant de son pays soient dirigées vers les escales françaises. »
L'article 4 du traité prévoit qu'« en aucun cas, les troupes de l'une des parties contractantes ne pourront franchir le Niger sans autorisation de l'autre partie. » Il semblerait que des incursions aient régulièrement eu lieu, et, en 1891, le commandant de la place de Siguiri exécute l'un des guerriers de Samory passés sur l'autre rive. C'est l'occasion pour ce dernier de dénoncer le traité, et la porte ouverte aux Français pour débarquer sur la rive droite du Niger. Dès début 1891, les troupes françaises atteignent en particulier Bissandougou, qu'elles incendient le 9 avril 1891.

## Sources
- Jules de Clercq, Recueil des traités de la France, t. 18, Paris, G. Pédone-Lauriel, 1893 (BNF 37266874, lire en ligne)
- Edgard Rouard de Card, Les Traités de protectorat conclus par la France en Afrique : 1870-1895, Paris, A. Pédone, 1897 (BNF 31252370, lire en ligne)

1. ↑  Lieu de la signature : peut-être Niako, sur le Sankarani, situé dans le territoire qui demeurera sous l'influence de Samory après la signature du traité. Cette ville est clairement visible sur la carte de la région de 1891 (BNF 40856549), et l'expression « traité de Niako » ou « traité de Niakho » se retrouve souvent dans la littérature (, , …) alors que les 2 sources « diplomatiques » citées en fin d'article précisent bien « traité de Niakha ».
2. ↑  « NameBright - Coming Soon », sur tidiane.net (consulté le 9 avril 2023).